# Heaven Shall Burn
Heaven Shall Burn (engl. „der Himmel soll brennen“) ist eine deutsche Metalcore- und Melodic-Death-Metal-Band aus Saalfeld/Saale in Thüringen. Sie gilt als einer der wichtigsten Vertreter ihres Genres in Deutschland. Mehrere ihrer Alben erreichten Top-10-Platzierungen, ihr Album Of Truth and Sacrifice (erschienen am 20. März 2020) stieg auf Platz eins in den deutschen Albumcharts ein.

## Geschichte

### Frühe Jahre (1995–2002)

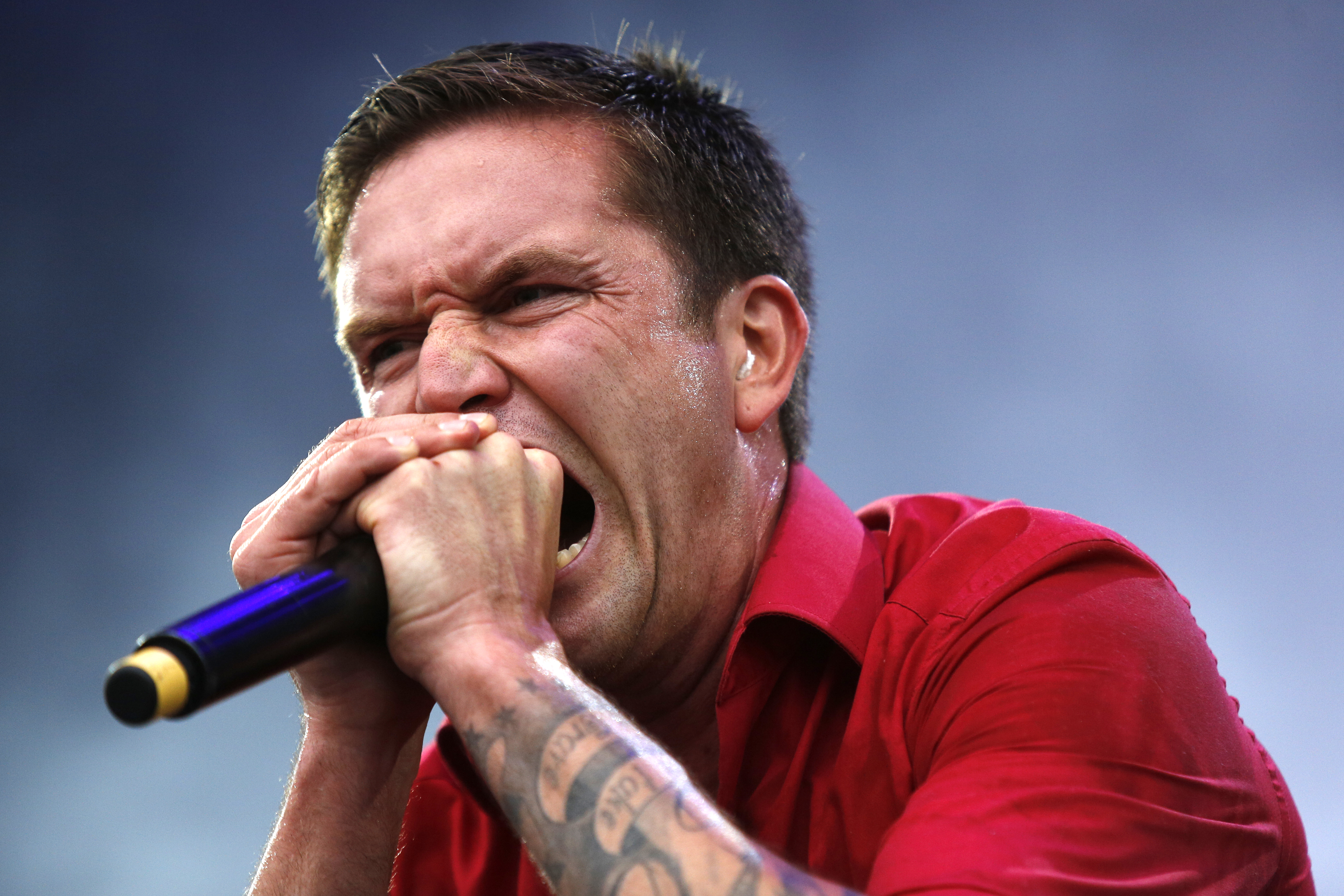
Sänger Marcus Bischoff

Die Band wurde im Mai 1995 von Gitarrist Maik Weichert und Schlagzeuger Matthias Voigt als Before the Fall gegründet, ihr erstes Konzert spielten sie am 27. Dezember 1995 in Kranichfeld. Bereits im darauffolgenden Jahr benannte sich die Band in Consense um und im Winter 1997 erfolgten die Aufnahmen einer ersten Demo mit dem Namen The Eve of the Storm. Anschließend fand ein Mitgliederwechsel statt, Sänger Müller und Bassist Slabon stiegen aus, sie wurden von den Cousins Marcus und Eric Bischoff als Sänger beziehungsweise Bassist ersetzt. In dieser Konstellation wurde schließlich das zweite Demo mit dem schlichten Namen Demo Jan. 1998 aufgenommen. Kurz vor den ersten Studioaufnahmen für eine Debüt-EP entschied sich die Band ein weiteres Mal, ihren Namen zu ändern. In Anlehnung an den Titel des 1996 veröffentlichten Albums Heaven Shall Burn … When We Are Gathered der schwedischen Black-Metal-Band Marduk, der wiederum von einem Vers von Bathorys Album Blood Fire Death inspiriert wurde, fiel ihre Wahl auf Heaven Shall Burn.
Laut Gitarrist Weichert war Marduks Album „zum Zeitpunkt der Namenssuche [...] allgegenwärtig“, die Bedeutung des „Himmels“ im Bandnamen beschreibt er als „ein falsches Paradies, welches sich einige Leute in ihren Köpfen aufbauen. Viele Menschen leben weitab der Realität und gaukeln sich selbst etwas vor. Ebendieses falsche Paradies soll zerstört werden beziehungsweise ‚brennen‘. Diese Leute müssen aus ihren Tagträumen erwachen und endlich begreifen, dass sie ihr Leben beispielsweise selbst in die Hand nehmen sollten und ihnen kein Gott hilft die Ziele zu verwirklichen. Es geht uns also AUCH um Leute, die blind einer Religion folgen. Im Gegensatz zu einigen anderen Bands wollen wir aber nicht ihre Häuser niederbrennen oder ihre Frauen vergewaltigen, sondern einfach nur auf dieses Problem aufmerksam machen“. Der Name hat demnach nichts mit Satanismus zu tun, Heaven Shall Burn wurde laut Weichert allerdings oft für eine Black-Metal- oder eine Marduk-Cover-Band gehalten.
Die ersten Aufnahmen veröffentlichte das Kleinlabel Deeds of Revolution Records schließlich im Herbst 1998 als Debüt-EP In Battle There Is No Law, der Titel wurde von der Debüt-LP der Band Bolt Thrower übernommen. Wenige Wochen danach stieß Patrick Schleitzer als zweiter Gitarrist zur Band. 1999 folgte eine Split-LP mit Fall of Serenity. Kurz darauf wurde ein Vertrag mit Lifeforce Records unterschrieben, bei dem im Jahr 2000 das Debütalbum Asunder erschien. Ebenfalls im Jahr 2000 erschien die Split-CD Caliban vs. Heaven Shall Burn: The Split Program bei Lifeforce. Neben einer Europatour spielte die Band in den nächsten Jahren unter anderem in Südamerika und auf Festivals wie With Full Force, Wacken Open Air und Summer Breeze.

### Die ersten Alben (2002–2008)

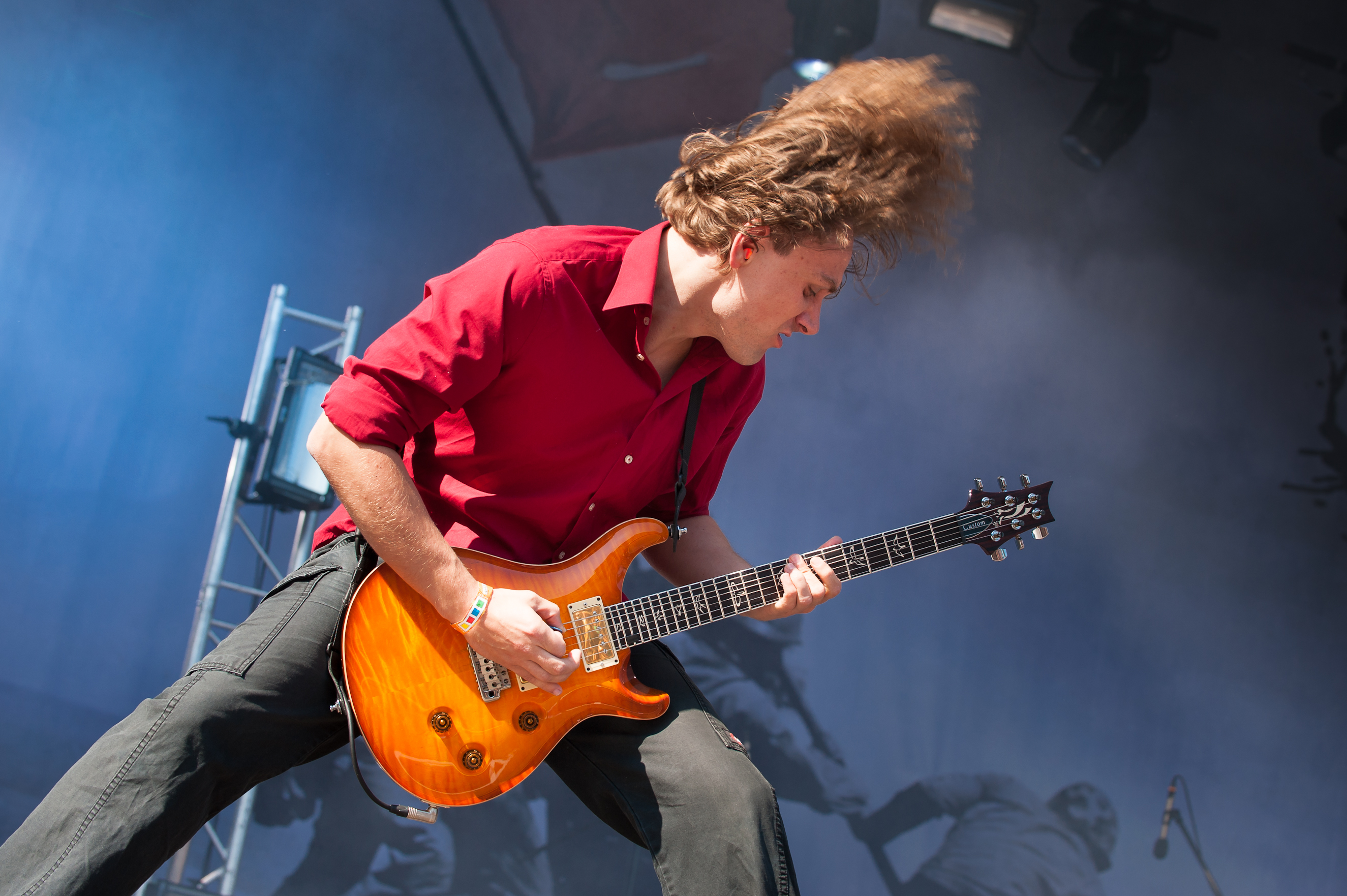
Gitarrist Maik Weichert

Im Jahr 2002 erschien Whatever it May Take bei Lifeforce. Das nächste Album Antigone wurde im Jahr 2004 von Century Media veröffentlicht. 2005 war Heaven Shall Burn zusammen mit As I Lay Dying und Neaera Headliner der ersten Hell on Earth Tour. Im Jahr 2006 erschien mit Deaf to Our Prayers das vierte Album der Band. Es stieg auf Platz 65 der offiziellen deutschen LP-Charts ein, in Griechenland erreichte es Platz 50. Der Titel des Albums spielt dabei auf eine Zeile aus dem Gedicht Die schlesischen Weber von Heinrich Heine an. Neben unzähligen Konzerten im In- und Ausland waren Heaven Shall Burn zuletzt als einer der Headliner der Hell-on-Earth-Tour unterwegs.
Im darauffolgenden Jahr folgten neben einer Südamerikatour der erste Auftritt in Russland sowie die Teilnahme am Wacken Open Air. Bis Herbst 2007 wurde am fünften Studioalbum gearbeitet; unterdessen wurde im Juli das mit einem neuen Mix, Mastering und Artwork versehene Album Whatever it May Take wiederveröffentlicht. Am 25. Januar 2008 erschien mit Iconoclast (Pt I: The Final Resistance) das fünfte Album der Band, dessen Artwork der Callejon-Sänger Bastian Sobtzick erstellt hat. Das Album stieg auf Platz 21 der deutschen Albumcharts ein. Im August 2008 traten Heaven Shall Burn auf dem Summer Breeze auf.

### Iconoclast IIundIII(2008–2012)

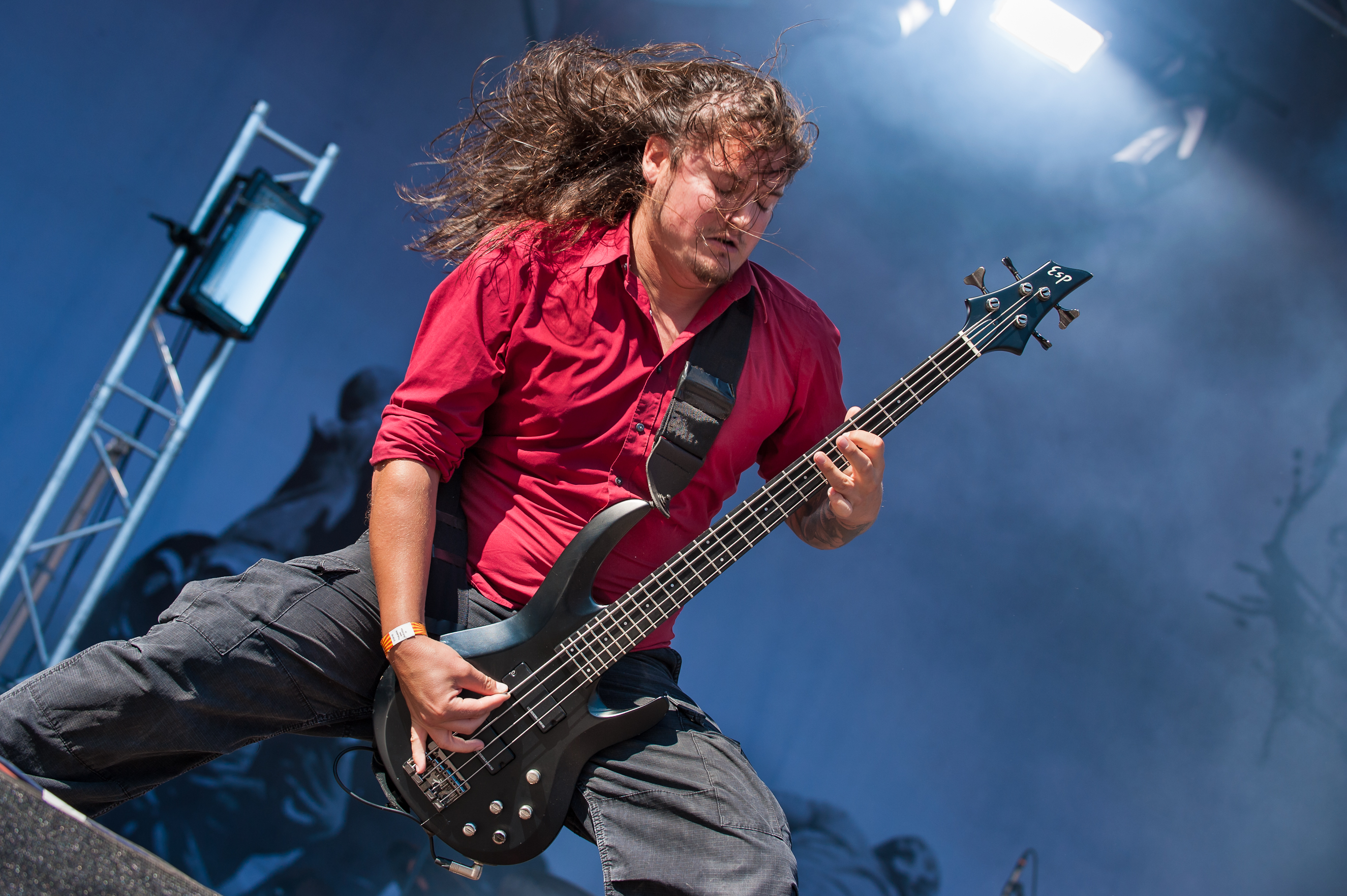
Bassist Eric Bischoff

Die Live-DVD Bildersturm: Iconoclast II (The Visual Resistance) erschien am 25. Mai 2009 in Europa und ist seit 11. August auch in Amerika erhältlich. Das am 21. Mai 2010 veröffentlichte Album Invictus (Iconoclast III) schließt die Iconoclast-Trilogie ab und wurde im Metal Hammer April 2010 zum Album des Monats gekürt. Auf dem Album ist unter anderem der Titel Given in Death zu finden, welcher im Wechsel zwischen Marcus Bischoff und Sabine Scherer von Deadlock gesungen wird. Das Album stieg auf Platz 9 der deutschen Albumcharts ein. 2011 pausierte Schlagzeuger Matthias Voigt aufgrund einer Rückenverletzung, er wurde in dieser Zeit von Christian Bass vertreten.

### VetoundWanderer(seit 2012)

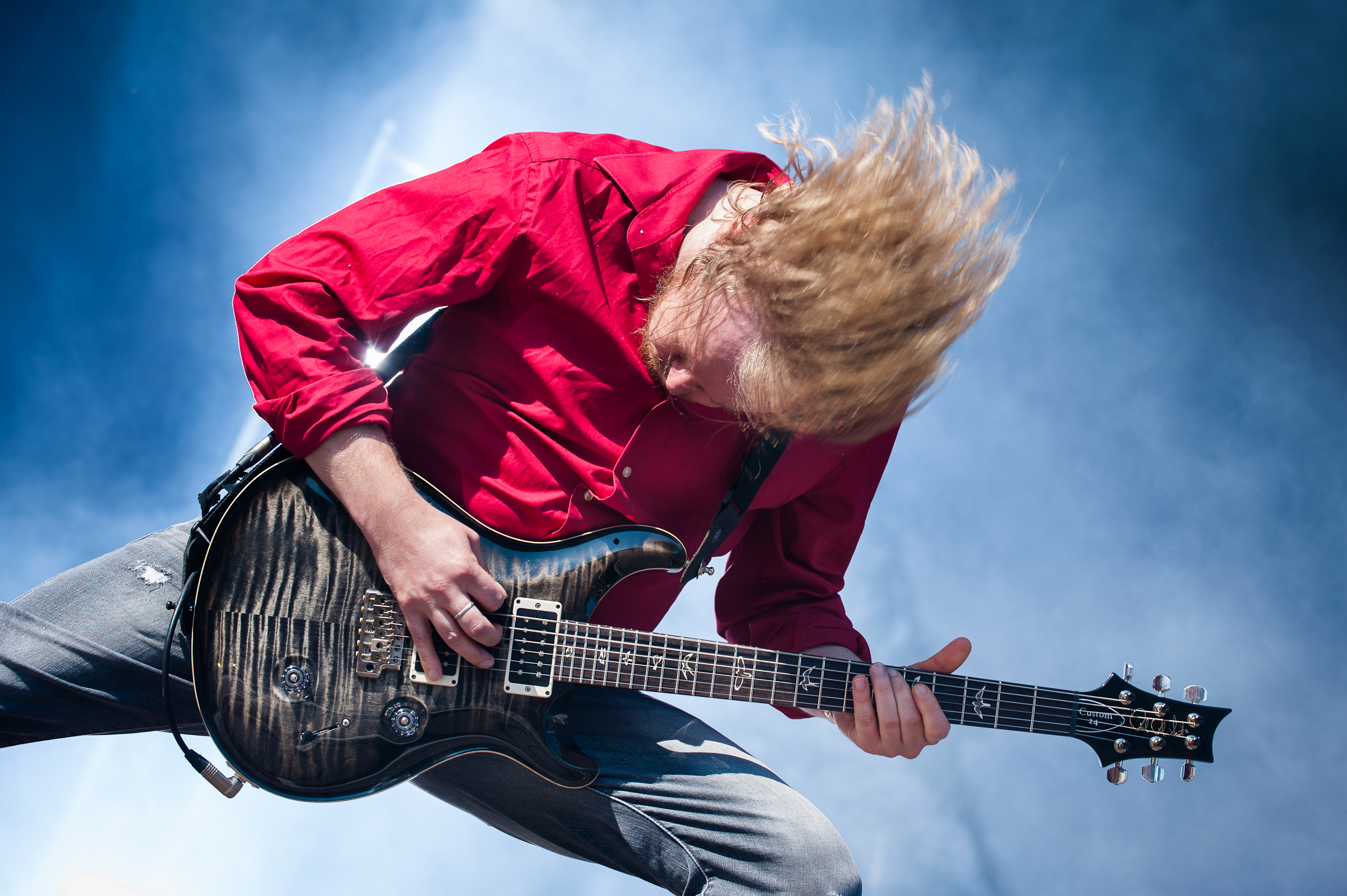
Gitarrist Alexander Dietz

Im Januar 2013 wurde das siebte Studioalbum Veto angekündigt, welches in Deutschland am 19. April erschien. Laut der Band haben einige Gastmusiker bei den Aufnahmen mitgewirkt, unter anderem Hansi Kürsch, der Sänger von Blind Guardian, bei der Coverversion des Songs „Valhalla“ jener Band. Zudem wurde bekanntgegeben, dass Heaven Shall Burn Headliner der Impericon Festivals in Leipzig und Wien am 20. und 26. April sein wird.
Am 1. November 2013 wurde auf der offiziellen Homepage der Band bekannt gegeben, dass Matthias Voigt aufgrund seiner gesundheitlichen Probleme aus der Band aussteigt. Offizielles neues Bandmitglied wird Christian Bass, der schon zuvor Voigt live ersetzt hatte. Seit dem 30. April 2015 ist die Band unter dem Motto „Support Your Local Team“ Trikotsponsor des Fußballvereines FC Carl Zeiss Jena.
Am 11. Dezember 2015 erschien die Split-LP The Mission Creep mit Napalm Death bei Century Media. Am 16. Juli 2016 teilte Heaven Shall Burn via eines Teaser Videos auf YouTube mit, dass ein neues Album veröffentlicht wird. Das neue Album mit dem Namen Wanderer wurde am 16. September 2016 von Century Media veröffentlicht.
Beim Impericon Festival 2018 in Leipzig verabschiedete sich die Band in eine unbegrenzte Live-Pause, um mehr Zeit für die Familie und andere Projekte zu haben. Eine Rückkehr aus dieser Pause sei laut Aussage des Sängers Marcus Bischoff mit einem neuen Album aber irgendwann möglich.

### Of Truth and Sacrifice(ab 2019)
Am 19. Januar 2019 wurde die Band erneut Mini-Sponsor des Vereines FC Carl Zeiss Jena.
Am 25. Juli 2019 wurden von der Band Bilder in den sozialen Netzwerken veröffentlicht, welche die Bandmitglieder im Studio zeigten. Es wurde bestätigt, dass die Band an einem neuen Album arbeitet. Außerdem kündigte die Band sich für mehrere Festivals in Deutschland an. Am 1. September 2019 wurde bekanntgegeben, dass die Band als Headliner auf dem Full Force Festival 2020 auftreten wird. Davor werden sie am Greenfield Festival zu sehen sein.
Am 10. Januar 2020 wurden die neuen Singles Protector, Weakness Leaving My Heart und gleichzeitig dazu ein zwölfminütiges Doppelmusikvideo veröffentlicht, welches eine Anspielung auf das neue Doppelalbum sein soll. Am 19. Februar 2020 folgte die von Ingo Schmoll gedrehte Filmdokumentation Mein grünes Herz in dunklen Zeiten zu den Arbeiten am Album, die bundesweit und in Österreich in den Kinos gezeigt wurde. Das Album Of Truth and Sacrifice erschien am 20. März 2020 und besetzte insgesamt 10 Wochen lang den Platz eins der deutschen Albumcharts. Im gleichen Jahr trat Sänger Marcus dem Projekt Our Loss Is Total bei, das kurz zuvor von einigen Mitgliedern der befreundeten Band Neaera gegründet wurde. Gemeinsam nahmen sie zwischen Juli 2020 und Januar 2021 eine selbstbetitelte Debüt-EP auf, die am 16. Dezember 2022 erscheinen soll.

### Heimat(ab 2025)
Am 27. Juni 2025 wurde das zehnte Studioalbum Heimat bei Century Media veröffentlicht. In das Album sind die Erfahrungen aus 25 Jahren Bandgeschichte eingeflossen und es erinnert laut Metal Hammer an die Energie der Anfänge und sehr früher Veröffentlichungen der Band. Das Album belegte in der ersten Woche Platz 2 der deutschen Albumcharts und gehört damit mit Of Truth and Sacrifice und Veto zu den erfolgreichsten Alben der Band. Bereits zu Beginn der Albumrelease-Tour hatte Marcus Bischoff mit Stimmproblemen zu kämpfen und musste aus gesundheitlichen Gründen den Auftritt bei Rock am Ring nach nur einem Song abbrechen. Aktuell vertritt Britta Görtz von Hiraes auf den anstehenden Festivals und Konzerten Frontmann Marcus Bischoff am Mikrofon.

## Stil

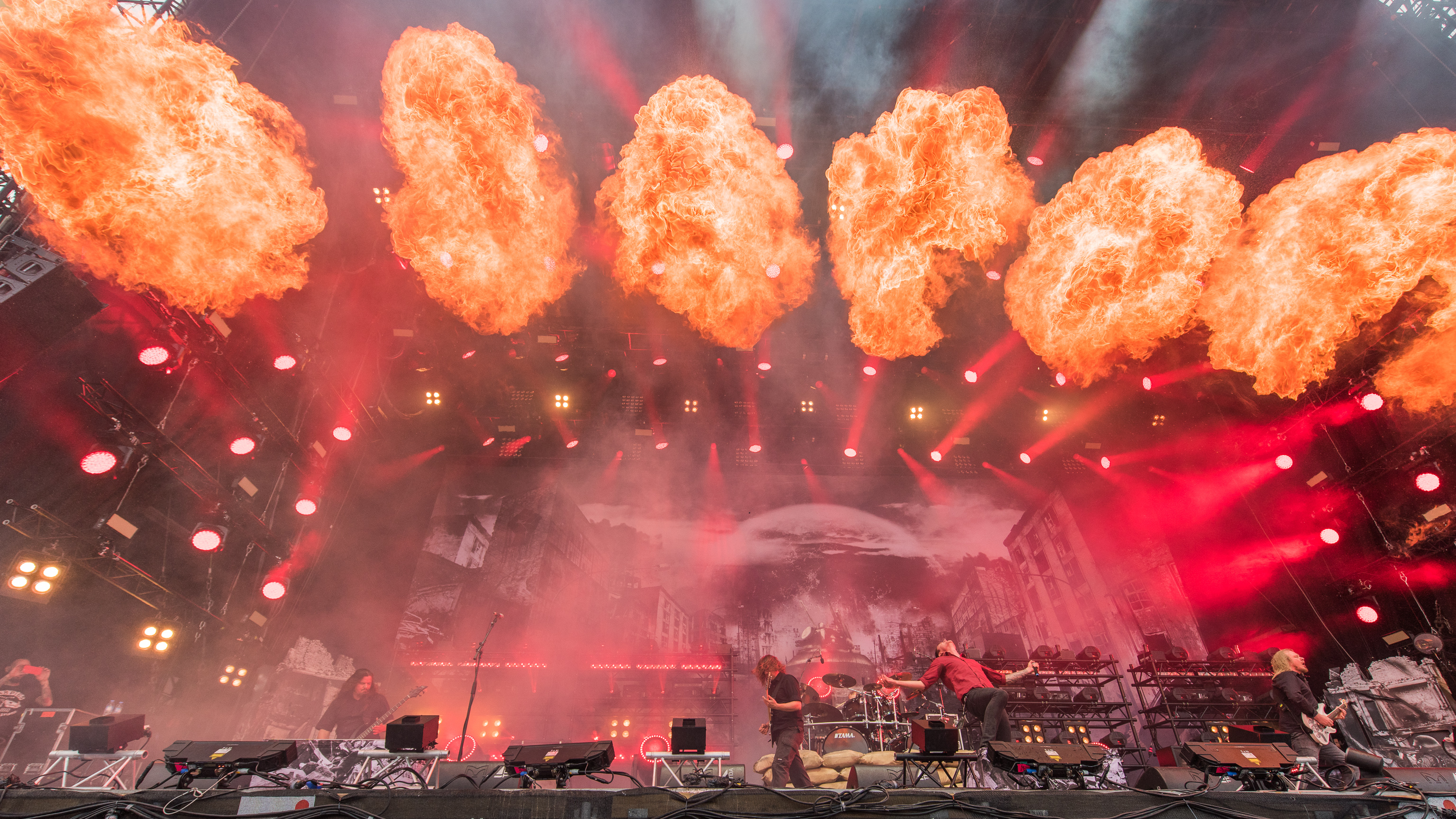
Heaven Shall Burn beim Rock im Park 2016

Die Band vereint in ihrer Musik Hardcore-Elemente mit extremem Death Metal, Thrash Metal und teils melodischen Hooklines. In den Texten werden unter anderem politische Themen, der Kampf gegen Rassismus und Faschismus sowie für Freiheit und gegen Überwachung und der Respekt gegenüber der Natur angesprochen. Ein Großteil der Bandmitglieder lebt vegan, alle Mitglieder leben vegetarisch und vier der fünf sind Straight Edge, verzichten also auf Alkohol und andere Drogen, was auch Eingang in die Texte findet. Außerdem fordert Heaven Shall Burn seine Hörer zu mehr Mündigkeit auf, um selbstständig falsche Idole, Führer und Machtverhältnisse sowohl politisch als auch unpolitisch zu hinterfragen.
Für eine Tsunami-Benefiz-Split-CD mit The Haunted und Napalm Death coverten sie das Lied Strassenkampf der Band Die Skeptiker, das die Zeile „Unsre Herzen schlagen links“ enthält. Der Text von Strassenkampf wurde fast vollständig übernommen, einzig die Zeile „unser Ziel ist Anarchie“ wurde in „unser Ziel ist die Unity“ umgeändert. Auf mehreren Veröffentlichungen der Band sind atmosphärische Intros, Outros und Zwischenstücke zu hören, die von Ólafur Arnalds komponiert wurden.

## Soziales Engagement
Die Band unterstützt die Meeresschutzorganisation Sea Shepherd. So war das Logo der Organisation auf den Trikots des von Heaven Shall Burn gesponserten Fußballvereins FC Carl Zeiss Jena zu sehen. Weiterhin brachte die Band eine Bekleidungslinie in Kooperation mit Sea Shepherd heraus und besuchte deren Schiffe. Am 7. Februar 2020 veröffentlichte die Band ein Musikvideo zur Single My Heart and the Ocean, das mithilfe drastischer Bilder auf die Problematik der Zerstörung der Ozeane aufmerksam machen soll. Mit ihrem Auftritt am 31. August 2024 bei dem Festival Jamel rockt den Förster positionierte sich die Band gegen Rechtsextremismus und für Toleranz. Im Februar 2025 gab die Band eine Wahl-Empfehlung, für Bodo Ramelow und die Mission Silberlocke für die Bundestagswahl 2025 und Gitarrist Maik Weichert, trat in einem Wahlwerbespot für Die Linke Thüringen auf.

## Auszeichnungen und Nominierungen
| Jahr | Kategorie         | für               | Resultat  |
| ---- | ----------------- | ----------------- | --------- |
| 2020 | Komposition Metal | Heaven Shall Burn | Nominiert |

| Jahr | Kategorie           | für                                   | Resultat  |
| ---- | ------------------- | ------------------------------------- | --------- |
| 2009 | Metal Anthem        | Endzeit                               | Gewonnen  |
| 2011 | Beste deutsche Band | Heaven Shall Burn                     | Gewonnen  |
| 2012 | Beste Live-Band     | Heaven Shall Burn                     | Nominiert |
| 2013 | Best German         | Heaven Shall Burn                     | Nominiert |
| 2013 | Best Album          | Veto                                  | Nominiert |
| 2013 | God of Riffs        | Maik Weichert                         | Nominiert |
| 2014 | Metal Anthem        | Valhalla Coverlied von Blind Guardian | Nominiert |
| 2015 | Best Live-Band      | Heaven Shall Burn                     | Gewonnen  |
| 2017 | Best German         | Heaven Shall Burn                     | Nominiert |
| 2017 | Best Album          | Wanderer                              | Gewonnen  |
| 2017 | God of Riffs        | Maik Weichert                         | Nominiert |

## Diskografie
Studioalben

| Jahr | Titel Musiklabel                                        | Höchstplatzierung, Gesamtwochen, AuszeichnungChartplatzierungen (Jahr, Titel, Musiklabel, Platzierungen, Wochen, Auszeichnungen, Anmerkungen) | Höchstplatzierung, Gesamtwochen, AuszeichnungChartplatzierungen (Jahr, Titel, Musiklabel, Platzierungen, Wochen, Auszeichnungen, Anmerkungen) | Höchstplatzierung, Gesamtwochen, AuszeichnungChartplatzierungen (Jahr, Titel, Musiklabel, Platzierungen, Wochen, Auszeichnungen, Anmerkungen) | Anmerkungen                                              |
| Jahr | Titel Musiklabel                                        | DE | AT | CH | Anmerkungen                                              |
| ---- | ------------------------------------------------------- | --- | --- | --- | -------------------------------------------------------- |
| 2000 | Asunder Lifeforce                                       | — | — | — | Erstveröffentlichung: 8. April 2000                      |
| 2002 | Whatever It May Take Lifeforce                          | — | — | — | Erstveröffentlichung: 11. November 2002 Neuauflage: 2007 |
| 2004 | Antigone Lifeforce                                      | — | — | — | Erstveröffentlichung: 26. April 2004 Neuauflage: 2012    |
| 2006 | Deaf to Our Prayers Century Media                       | DE22 (2 Wo.)DE | — | — | Erstveröffentlichung: 28. August 2006                    |
| 2008 | Iconoclast (Part I: The Final Resistance) Century Media | DE21 (4 Wo.)DE | AT65 (1 Wo.)AT | CH97 (1 Wo.)CH | Erstveröffentlichung: 28. Januar 2008                    |
| 2010 | Invictus (Iconoclast III) Century Media                 | DE9 (4 Wo.)DE | AT17 (2 Wo.)AT | CH38 (1 Wo.)CH | Erstveröffentlichung: 21. Mai 2010                       |
| 2013 | Veto Century Media                                      | DE2 (4 Wo.)DE | AT20 (2 Wo.)AT | CH71 (1 Wo.)CH | Erstveröffentlichung: 22. April 2013                     |
| 2016 | Wanderer Century Media                                  | DE3 (5 Wo.)DE | AT9 (2 Wo.)AT | CH15 (2 Wo.)CH | Erstveröffentlichung: 16. September 2016                 |
| 2020 | Of Truth and Sacrifice Century Media                    | DE1 (10 Wo.)DE | AT4 (3 Wo.)AT | CH6 (4 Wo.)CH | Erstveröffentlichung: 20. März 2020                      |
| 2025 | Heimat Century Media                                    | DE2 (… Wo.)DE | AT4 (… Wo.)AT | CH15 (1 Wo.)CH | Erstveröffentlichung: 27. Juni 2025                      |